# Вівсянка садова
Вівся́нка садо́ва  (Emberiza hortulana) — птах родини вівсянкових (Emberizidae). Один з 37-ми видів роду; один з 16-ти видів роду у фауні України. В Україні гніздовий перелітний вид.

## Опис

### Морфологічні ознаки
Маса тіла 20-28 г. Довжина тіла близько 16 см. У дорослого самця в шлюбному вбранні голова, шия і воло сірі, з легким оливковим відтінком; навколоочне кільце, «вуса» і горло жовті; спина і верх крил рудувато-бурі, з темною строкатістю; поперек і надхвістя рудувато-бурі; груди, черево і підхвістя руді; махові пера бурі, зі світлою облямівкою; хвіст бурий, дві крайні пари стернових пер з білими плямами; дзьоб і ноги червонувато-бурі; у позашлюбному оперенні голова, шия і воло оливково-сірі. У дорослої самки голова, шия і воло бурувато-сірі; на верхній частині голови і волі темні риски; груди рудуваті; черево і підхвістя жовтуваті, молодий птах подібний до дорослої самки, але низ вохристий, зі значною кількістю темних рисок.
Від звичайної і городньої вівсянок відрізняється рудим (дорослий самець) або рудуватим (доросла самка) низом, чіткими жовтими «вусами» і горлом, червонуватим дзьобом: від сивоголової вівсянки — жовтими «вусами» і горлом; дорослий самець від дорослого самця скельної вівсянки — сірим волом, а доросла самка від дорослої самки цього виду — темними рисками по боках горла і на волі; молодий птах від молодого птаха сивоголової і скельної вівсянок відрізнити складно.

### Звуки
Пісня — характерне «тсі — тсі — тсі — тсі — тру — тру — тру», де друга половина нижча за тональністю і журливіша від попередньої; поклик — коротке «тсі».

## Поширення
Західна Євразія від Скандинавії і західного узбережжя Піренейського півострова на схід до 100-го меридіану. На півночі в Скандинавії до 69-ї паралелі, в Фінляндії до 66-ї паралелі, звідки північна межа ареалу через район Архангельська простягається до Уральського хребта в область 57-ї паралелі. Між Уральським хребтом і Єнісеєм на північ до 56-ї паралелі. Далі на схід від Єнісею на півночі ймовірно до південного схилу Східних Саян. А південь до Середземного моря, південної межі Апеннінського півострова, південної межі Балканського півострова, південного узбережжя Малої Азії, по східному узбережжю Середземного моря на південь до 33-ї паралелі, до північної Сирії, північного Іраку, гір Загрос, Богровдага, Ельбрусу, Туркмено-Хорасанських гір, Копетдагу. Ділянка ареалу, що охоплює перераховані гірські області, утворює південно-східний виступ загального ареалу. У північній частині ареалу, на схід від Каспійського моря, вид поширений до дельти Волги, дельти Уралу, долини середньої Емби, пониззя Іргизу, долини Каратургаю, оз. Кургальджин, району Каркаралінску, Тарбагатаю, Саури, південного і південно-східного Алтаю, оз. Ачітнур, північно-західного Хангаю, оз. Хубсугул. Острів Крит. Ізольована ділянка ареалу охоплює східну частину Алжирського Атласу.
В Україні гніздиться на всій території, крім Карпат і Присивашшя; мігрує скрізь.
Садова вівсянка є дальнім мігрантом, зимує в Північній Африці та Індії.

## Чисельність
Чисельність в Європі оцінена в 5,2—16,0 млн пар, в Україні — 58—67 тис. пар. Європейська популяція становить 50-74% чисельності у світі, яку оцінюють в 21,1-96,0 млн особин; останні цифри потребують подальшого уточнення. Чисельність популяції в цілому скорочується.

## Місця існування
Населяє відкритий ландшафт із поодинокими деревами, розрідженими кущами та не дуже щільною трав'янистою рослинністю. Віддає перевагу узліссям рідколісся та заростям кущів серед полів. Мешкає також у садах, заплавах річок, лісосмугах тощо.

## Гніздування

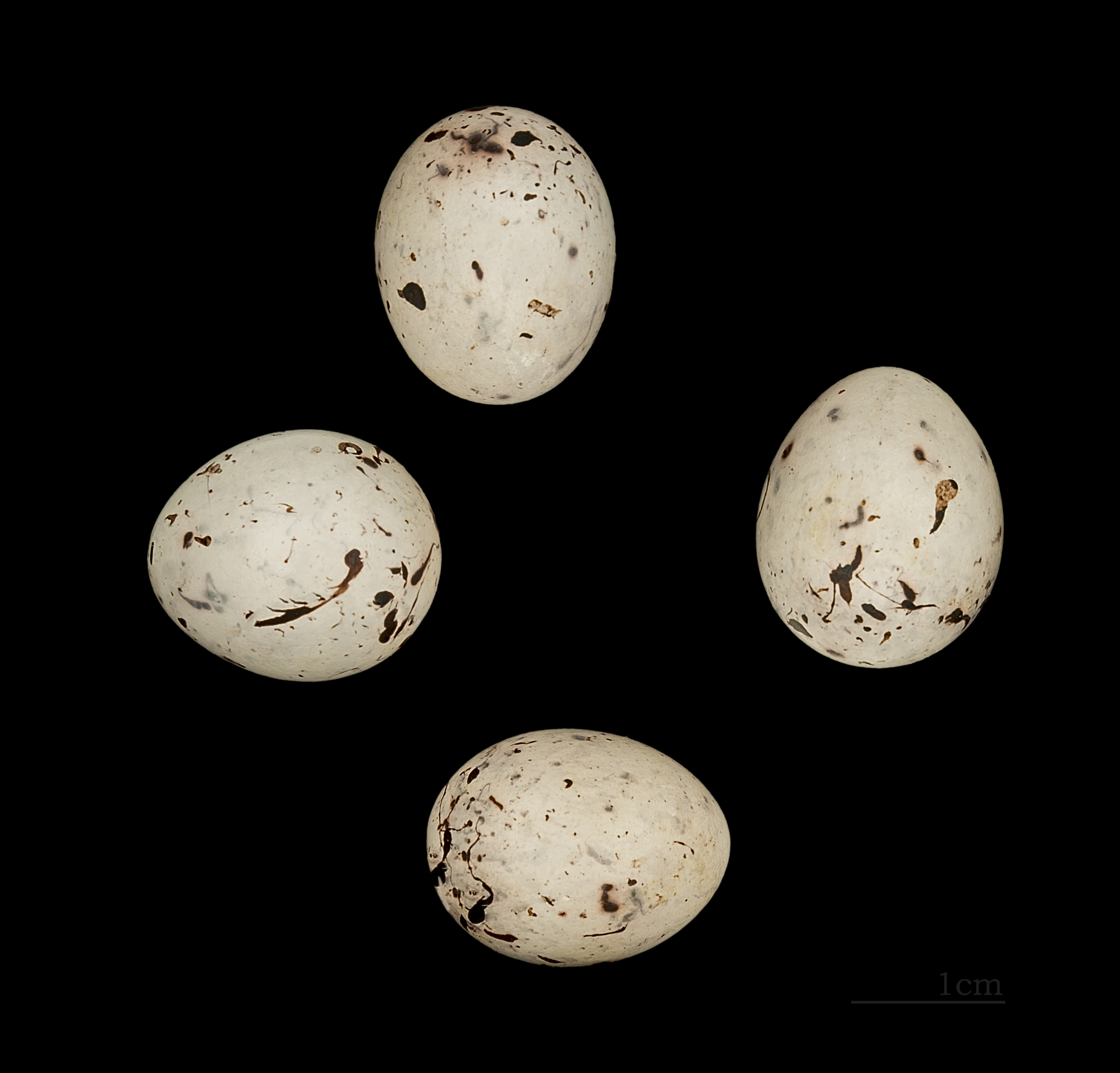
Яйця садової вівсянки

Гніздиться окремими парами на значній відстані одна від одної. Однак в окремі роки в деяких місцях може утворювати доволі щільні поселення. Гніздо будує на землі, нерідко в посівах культурних злаків, багаторічних трав, серед негустої трав'янистої рослинності під невеликим кущиком або пучком трави, майстерно маскуючи його. Досить часто розміщує гніздо на нерівній поверхні: на схилі невеликого яру, траншеї або канави. Для будівництва гнізда обирають ямку такої глибини, щоб його верхній край знаходився на рівні землі. Будівельним матеріалом слугують сухі стебла і листя злаків, тонкі корінці, зрідка сухе листя. Вистилка гнізда товста (до 1,5 см) та складається з корінців, кінського волосся, в окремих випадках із домішкою пір'я. Діаметр гнізда становить 8,5-10,5, діаметр лотка 5,5-6,5, глибина лотка 3,5-4,5 см.
У повній кладці 4-6 (найчастіше 5) яєць. Шкаралупа матова, біла, з легким сірим, блакитнуватим, рожевим або навіть світло-коричневим відтінком. По ній доволі рідко розкидані плями, крапки, звивисті лінії: порівняно великі поверхневі (чорні, чорно-бурі або вишнево-чорні) та більш дрібні глибокі (світо- і фіолетово-сірі або рожево-фіолетові). Середні розміри яєць: 19,61×15,46 мм. До відкладання яєць птах приступає на початку травня — початку червня. Протягом року, ймовірно, одна кладка. У випадку загибелі кладки буває повторна. Насиджує протягом 11-12 діб самка.

## Живлення
Восени та навесні споживає насіння різноманітних бур'янів, але в період розмноження значною мірою переключається на комах, у цей час масово знищує гусінь, жуків та інших шкідників лісу.

## Охорона
Вид включено до додатку ІІІ Бернської конвенції, Червоної книги Литви, Червоної книги Білорусі.